# Делуц (Сучава)
Делуц (рум. Deluț) насеље је у Румунији у округу Сучава у општини Фунду Молдовеј. Oпштина се налази на надморској висини од 1009 m.

## Становништво
Према подацима из 2002. године у насељу је живело 84 становника, од којих су сви румунске националности.